# Lobeda
Lobeda is een geslacht van rechtvleugeligen uit de familie krekels (Gryllidae). De wetenschappelijke naam van dit geslacht is voor het eerst geldig gepubliceerd in 1869 door Francis Walker.

## Soorten
Het geslacht Lobeda  is monotypisch en omvat slechts de volgende soort:
- Lobeda ovalis (Walker, 1869)